# Charlie Weis

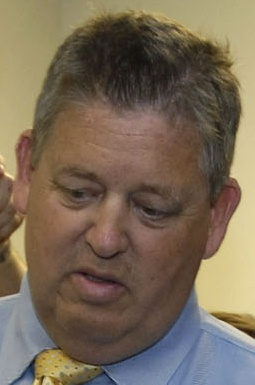
Charlie Weis

Charles Joseph „Charlie“ Weis (* 30. März 1956 in Trenton, New Jersey) ist ein US-amerikanischer American-Football-Trainer. Er ist der Head Coach der University of Kansas und trainierte zuvor unter anderem in der National Football League (NFL) und war Head Coach der Fighting Irish der University of Notre Dame.

## Sportliche Laufbahn
Er unterschrieb im Dezember 2004 einen Sechsjahresvertrag bei den Fighting Irish, der ihm zwei Millionen US-Dollar pro Jahr einbrachte. Nur ein Jahr später, im Oktober 2005, erhielt er einen neuen Zehnjahresvertrag, der ihm zwischen 30 und 40 Millionen Dollar einbringen sollte und ihn damit zu einem der bestverdienenden Collegetrainer machte. Von 2000 bis 2004 war er als Offensive Coordinator bei den New England Patriots beschäftigt, die in der Zeit zweimal den Super Bowl gewannen. Von 2005 bis 2009 war er Head Coach der University of Notre Dame. Seine Bilanz in den Jahren, die er für die Fighting Irish tätig war, liegt bei 35 Siegen und 27 Niederlagen. Weis wurde aufgrund seiner Erfolglosigkeit am 30. November 2009 entlassen.